# 31129 Langyatai
31129 Langyatai este un asteroid din centura principală de asteroizi.

## Descriere
31129 Langyatai este un asteroid din centura principală de asteroizi. A fost descoperit pe 26 septembrie 1997 la Xinglong în cadrul programului Beijing Schmidt CCD Asteroid Program. Asteroidul prezintă o orbită caracterizată de o semiaxă mare de 2,55 ua, o excentricitate de 0,14 și o înclinație de 12,1° în raport cu ecliptica.